# Саид, Мусса
Мусса Саид (англ. Moussa Said; род. 2 октября 1938, Айша, Сомали) — эфиопский легкоатлет, выступавший в беге на средние дистанции. Участник летних Олимпийских игр 1960 года.

## Биография
Мусса Саид родился 2 октября 1938 года в эфиопском городе Айша.
В 1960 году вошёл в состав сборной Эфиопии на летних Олимпийских играх в Риме. В беге на 400 метров в 1/8 финала занял 5-е место, показав оезультат 48,30 секунды и уступив 0,7 секунды попавшему в четвертьфинал с 3-го места Джону Райтону из Великобритании. В беге на 800 метров в 1/8 финала занял последнее, 6-е место с результатом 1.50,49, уступив 1,25 секунды попавшему в четвертьфинал с 3-го места Йосу Ламбрехтсу из Бельгии.

## Личные рекорды
- Бег на 400 метров — 48,30 (3 сентября 1960, Рим)[3]
- Бег на 800 метров — 1.50,49 (31 августа 1960, Рим)[3]